# 심즈 3
《심즈 3》(The Sims 3)는 맥시스에서 개발하여 일렉트로닉 아츠에서 배급한 생활 시뮬레이션 게임이며 《심즈 2》의 후속작이다. 2009년 2월 20일에 발매될 예정이었으나 연기되어 2009년 6월 2일에 맥 OS X 버전과 윈도 버전으로 발매되었으며, 이어서 플레이스테이션 3, 엑스박스 360, 닌텐도 DS 버전이 2010년 10월 26일에, Wii 버전이 2010년 11월 15일에 발매되었다. 그리고 2014년 9월 2일에 《심즈 3》의 후속인 《심즈 4》가 발매되었다.

## 게임 플레이
《심즈》와 《심즈 2》에 있는 욕구는 용변, 허기, 에너지 그리고 재미만 남았으며 양치질 하는 작은 이벤트와 결혼과 같은 큰 이벤트와 같은 특별한 이벤트를 성취하거나 얻는 ‘기분 미터’도 추가되었으며 심의 행동에 영향을 미친다. 《심즈 2》의 야망과 두려움 대신에 바람과 기회로 변화하였다.
《못말리는 캠퍼스》의 휴대전화, 《화려한 외출》의 자가용 자동차, 《사계절 이야기》의 낚시, 《여행을 떠나요》의 보석 수집 등 《심즈 2》확장팩들에 있는 몇가지 아이템들은 《심즈 3》오리지널에도 등장한다.

### 직업
《심즈 3》는 몇가지 새로운 직업군을 포함하여 실제 인생의 측면을 보다 더 구체화시킨 작품이다. 이번 작품에 존재하는 직업은 요리, 과학, 정치, 범죄, 저널리즘, 운동선수, 음악, 군인, 경찰, 사업, 의사, 연예인 등이 있다. 각각의 직 업군은 마을에 직장이 지어져 있으며 심들은 그 곳으로 출근하러 간다. 일하는 동안 심은 건물 속에서 숨겨져 있음에 불구하고 플레이어는 일하고 있을 때 적당히 일하면서 스트레스를 낮추는 대신 업무 성취도를 낮추거나 아니면 필사적으로 일을 하면서 심한 스트레스를 받는 대신 업무 성취도를 높이거나 혹은 상사의 심부름을 도우면서 사교 활동에 중점을 두는 어느 정도 선에서 심을 컨트롤 할 수 있으며 저널리즘 직업군에서는 마을의 명소 리뷰를 작성하기도 하거나 유명한 뉴스 앵커가 되어 카리스마 스킬을 다질 수 있다. 이러한 일자리는 전작에서처럼 신문이나 컴퓨터를 통해 구할 수 있을 뿐만 아니라, 직접 찾아가서 구할 수도 있다.
이런 ‘정규직’과 같은 직업군뿐만 아니라 ‘비정규직’으로 아르바이트를 할 수도 있다.

### 캐릭터 만들기
이번 작품에서는 아시아계나 아프리카계 인종을 선택할 수 있으며, 보다 정교하게 심들을 만들 수 있다. 머리카락은 자라지 않지만 헤어 부위별로 다른 색을 지정할 수 있는데 이는 뿌리, 본체, 끝자락, 하이라이트 총 4개의 레이어로 구성되어 이 네 가지 층의 색을 지정하여 프리셋으로 저장할 수 있다. 또한, 하나하나의 옷들의 부위별로 무늬나 색깔을 자유롭게 지정이 가능하거나 신발, 장갑, 양말, 스타킹, 보석 등도 정할 수 있는 등 많은 자유도가 부여된 커스터마이징 시스템을 제공해 보다 사실적인 캐릭터를 창조할 수 있게 되었다. 체형은 전작에 비해 많이 늘어나 살이 많으면서 근육이 붙은 체형부터 살이 없으면서 근육이 없는 체형까지 다양한 체형을 구성 할 수 있다.

### 심
심들에게는 기존 작품과 마찬가지로 욕구가 존재하나, 편안함과 환경은 ‘기분 미터’로 이전하여 허기, 사교, 용변, 위생, 에너지, 재미 총 6가지 욕구가 존재한다. 또한 지난 작품에서는 몹시 단조로웠던 성격들이 이번 작품에서는 80가지 타입의 성격들이 준비되어 다양한 인간관계를 만들어 나갈 수 있었다. 이런 80가지 타입의 중 총 다섯가지를 선택할 수 있으며 이러한 특성들은 심들의 상호작용과 기분에 영향을 주게 되어 성격 자체가 나쁜 인물이라든지 사람을 만나기 꺼려하는 인물이라든지 말을 하기보다는 남의 말을 들어주는 인물 등을 창조할 수 있다. 성인은 5가지, 청소년은 4가지, 어린이는 3가지, 유아는 2가지의 성향을 선택할 수 있으며 성장단계에서 필요한 과업들을 얼마나 충실하게 학습했느냐에 따라 성장시 유저가 직접 선택할 수 있는 특성 수가 달라진다. 이러한 심들의 특성은 유전이 되며 심이 임신했을 때의 행동은 아기의 특성에도 영향을 준다.

### 평생 행복
이번 작품에서는 ‘평생 행복’이 생겨나, 잠을 자서 편안함을 느끼는 등의 자그마한 사건부터 이혼을 통해 깊은 슬픔을 느끼는 등의 대형 사건까지 특정 사건이 일어나면 심들의 기분에 영향을 주고 사건의 영향에 따라서 ‘평생 행복 포인트’를 더하거나 빼는데, 이를 모아서 《심즈 2: 자유시간》에서 추가된 ‘평생 야망 보상’과 비슷한 ‘평생 행복 보상’을 통해 스킬을 올리는 속도를 빨리 하게 하거나, 상대 심의 특성을 빨리 발견하는 등 플레이에 이점을 가져다 준다.

### 욕구
심들의 욕구는 간단히 아이콘을 클릭하는 것으로 해결해 줄 수 있고 전작에서 반복되어 지겨움을 느끼던 상호작용 대신 개인의 특성과 현재 기분 상태에 따라서 상호작용은 천차만별로 달라지게 된다. 이번 작품부터 심들은 꿈을 가지게 되고, 꿈을 가지면 맹세로 전환할 수 있다. 꿈은 무시해도 좋지만 맹세로 전환하면 그것을 포기할 경우에는 매우 부정적 영향을 끼치게 된다.

### 신체 스킬
신체 스킬은 전작과 비슷하지만, 생활을 하면서 동시에 스킬을 획득할 수 있는 길이 많이 늘어났으며 반대로 스킬을 획득함으로써 생활에 좋은 요소가 되는 길 또한 많이 늘었다. 예를 들어서 신체 스킬을 쌓으면 체형 유지 뿐만 아니라 오래 살 수도 있다.

#### 사망의 경우
심은 죽으면 전작들과 같이 유골함이 되지만, 유골함의 종류는 사각유골함, 일반유골함, 금장식유골함 등이 있다. 사각유골함의 경우, 바닥에 붙은 무덤이 되고, 일반유골함의 경우, 묘비가 되며, 금장식유골함은 첨탑형 묘비가 된다. 심이 죽을 때 평생소망을 어떻게 이루었느냐에 따라 위의 셋중 하나가 나온다.

#### 특수심 만들기
죽음의 신과 관계를 맺으면 죽음의 신 아기가 나오고 유령아기는 유령심과 관계를 맺어야 한다. 특수한 이벤트를 통해 UFO와 조우시 외계인 아기를 얻을 수 있다.

### 구입 모드와 건축 모드
구입 모드와 건축 모드는 더욱 진화했다. 바둑판 모양 칸 없이 360도 회전이 가능하며, 특히 전작에서 하지 못했던 ‘대각선으로 놓기’라든지 여러 가지로 자유롭게 돌릴 수 있다. 겹쳐지지 않는 한 카운터 위에 여러개를 올려 놓을 수 있으며, 의자와 책상을 함께 놓으면 서로 연결이 되어 하나의 개체로 인식, 한꺼번에 움직이거나 벽을 재건설 할 때 만들어지는 지붕은 자동 지붕 기능이 더욱 확장함에 따라 더욱 멋진 지붕을 만날 수 있다. 계단은 한 번의 클릭으로 넓게 만들거나 좁게 지을 수 있으며 지하층 또한 쉽게 지을 수 있다. 텅빈 책장을 구입하여 책은 따로 사서 채워 넣는 등으로 책장을 쓸 수 있으며, 부엌에 찬장이 생겨났다. 주차공간은 이전 작품의 차고 보다 나아지며 주차공간은 어떤 각도로도 부지 아무 곳이나 설치 할 수 있다. 이번 작품부터 우체통을 옮길 수 있다.
총 5층까지 건축이 가능하며, 타일의 1/4씩 물건을 옮길 수 있으며, 3칸짜리 소파를 2칸짜리 텔레비전 중간에 맞출 수 있다. 텔레비전과 그림을 대각선 벽에 걸 수 있으며, 소파도 각진 곳에 놓을 수 있다. 또한, 아이템도 심들과 마찬가지로 자유롭게 커스터 마이징이 가능하며, 드래그를 하여 아이템을 한 번에 삭제하는 기술도 추가되었다. 특히 이번 작품에서는 집을 더 큰 부지에 옮길 수 있는 시스템이 추가되었다.

### 동네
이제 심 뿐만 아니라 이웃과 작은 아르바이트 생까지 실제 살아 숨쉬는 것 같이 총 97개의 서로 다른 부지로 구성된 하나의 완벽한 도시에 살고 있는 것을 볼 수 있다. 플레이어들은 자신의 심들을 로딩 없이 집에서 나와 상점이나 자신과 친하거나 적대적인 이웃의 집으로 찾아갈 수 있을 뿐만 아니라 시청이나 공원, 작은 레스토랑, 옷가게, 시청 그리고 서점까지 전작에서는 가보지 못했던 공동부지에 갈 수 있다. 게임을 처음 실행하고 몇 주 뒤면 직접 자신의 동네를 생성 할 수 있으며, 다른 사람들이 만든 동네를 다운 받을 수 있다.
전체 게임은 실시간으로 플레이되며 되며 플레이어가 심을 쓰지 않더라도 심은 나이를 먹고 결혼 할 수 있으며 아이를 가질 수 있고 다른 기억과 다른 이벤트를 체험 할 수 있다. 로딩의 부재는 전작들의 특성상 기술적으로 불가능한 것으로 집에서 마을 전체까지 줌아웃하거나 심 한명에게만 줌인이 가능하다. 플레이어는 모든 마을에서의 건물들과 상호작용할 수 있으며 단지 미학적으로 꾸며진 장식용 건물은 아무것도 없다. 몇몇 건물들은 플레이어를 위해 속을 볼 수 있게 되어 있다.

### 전작에서 변화하지 않는 부분
심들은 여전히 ‘심리시’라는 그들만의 독특한 언어를 사용하며, 욕구도 그대로 유지되어 바지에 오줌을 싸거나 굶어죽는 요소도 여전히 존재한다. 인벤토리 시스템도 그대로 유지하며, 별자리도 존재하며 특히 전작과 같이 동성애도 보통의 사랑과 똑같은 요소로 존재하며 입양도 가능하다. 한 부지당 가능한 심의 수는 8명으로 제한하는 것도 똑같으며, 치트키도 비슷하다. 특히 전작과 같이 다수의 확장팩도 추가된다는 점도 비슷하다.

### 전작 확장팩에서 계승된 부분
《나도 사장님》에 나온 사업이나 부동산 처럼, 공공장소의 사업 파트너가 되거나 아예 소유권을 구입할 수 있으며, 원예나 공예 같은 요소도 이어 받았다. 《사계절 이야기》에서의 낚시나 《자유 시간》에서의 콘테스트 또한 《심즈 3》에서 가능하다.

## 일반판과 한정판, 그리고 스페셜 팩
이 게임은 일반판과 한정판(Collector's Edition), 스페셜 팩(Special Package)이 발매된다. 일반판은 게임 디스크만 포함된 반면, 한정판은 여기에 2GB USB 플래시 드라이브, 유러피안 스포츠카 다운로드 카드 1매, 프리마 팁 & 힌트 책 (프리마의 심즈 3 가이드와는 다르다), 다이아몬드 스티커, 마을 포스터 1장, 퀵 스타트 가이드가 포함되어 있으며, 대한민국도 한정판 판매를 실시하였다. 스페셜 패키지는 2009년 말에 새해맞이 선물로 나온 것으로 《심즈 3》 원본과 《좌충우돌 세계모험》 확장팩이 들어있고, 2GB USB 플래시 드라이브가 들어있다.

## 확장팩

### 《좌충우돌 세계모험》(World Adventures)
《좌충우돌 세계모험》은 첫 번째 확장팩으로, 2009년 8월 3일 EA를 통해 공식적으로 발표되어 2009년 11월 17일에 발매되었다. 아이폰, 아이팟 터치, 아이패드에서 이용할 수 있는 버전은 2010년 4월 2일에 발매되었다.
《심즈》의 《지금은 휴가중》과 《심즈 2》의 《여행을 떠나요》와 비슷한 내용을 담은 확장팩으로, 여행을 떠나 숨겨진 보물을 찾고, 새로운 기술을 발견하고, 새로운 개인 특성과 보상을 경험 할 수 있다. 또한 고대 이집트 피라미드를 탐험하고, 아시아 무술을 마스터 하고, 프랑스 유명 랜드마크에서 문화유산을 발견 할 수 있다.

### 《달콤살벌 커리어》(Ambitions)
《달콤살벌 커리어》는 두 번째 확장팩으로, 2010년 6월 1일 발매되었다.
다양한 직업과 직장에서 벌어지는 사건들을 다룬다. 기존 《심즈》 시리즈에서는 심이 직장에 가는 것은 단지 심이 일정 시간 동안 사라지는 것에 불과했지만, 이번 확장팩에서는 직장 내에서 일어나는 다양한 활동을 표현했다. 공개된 직업으로는 소방관, 탐정, 조각가, 의사, 의상 디자이너, 유령 사냥꾼 등이 있다. 또한 새로운 마을 '트윈브룩(Twinbrook)'이 추가되었다.

### 《모두 잠든 후에》(Late Night)
《모두 잠든 후에》는 세 번째 확장팩으로, 2010년 10월 26일에 발매되었다.
새로운 밤 문화와 그에 관련된 직업들도 생긴다. 기존 심즈 문화시설은 주로 낮에 활성화되었지만, 이번 확장팩으로 밤 문화시설도 활성화되었다. 핫터브, 아파트, 바, 뱀파이어, 별자리(12궁) 등이 추가되며 새로운 마을 '브리지포트(BridgePort)'도 추가된다. 새로운 직업은 뮤지션, 웨이터, 연기자 등이 추가된다. 그 외에 스타 시스템도 추가되었다.

### 《브라보! 마이 라이프》(Generation)
《브라보! 마이 라이프》는 네 번째 확장팩으로, 2011년 5월 31일에 발매되었다. 각 나이대별로의 상호활동이 추가되었으며 아이들을 위한 여러 가지 놀이기구가 추가되었다.

### 《나는 심 너는 펫》 (Pets)
《나는 심 너는 펫》은 다섯 번째 확장팩으로, 2011년 10월 18일에 발매되었다.
이 확장팩은 애완동물을 기를수 있으며 새로운 마을 '아팔로사 평원' 이 추가된다.
기를수 있는 애완동물은 개, 고양이, 말 등이 있으며 유니콘도 기를수있다.

### 《두근두근 쇼타임》 (Showtime)
《두근두근 쇼타임》은 여섯 번째 확장팩으로, 2012년 3월 6일에 발매되었다. 마술사, 가수 등과 같은 새로운 직업을 플레이할 수 있다.

### 《슈퍼내츄럴》 (Supernatural)
《슈퍼내츄럴》은 일곱 번째 확장팩으로, 2012년 9월 7일 발매했다.
좀비, 요정, 뱀파이어, 늑대인간이 새로 생기며 직업군에서는 점술가와 마법사가 새로 추가된다.

### 《사계절 이야기》 (Seasons)
《사계절 이야기》는 여덟 번째 확장팩으로, 2012년 11월 13일 발매되었다.
사계절이 추가되었고 각 계절마다 축제가 열린다. 감기에 걸릴 수 도 있다.

### 《콩닥콩닥 캠퍼스 라이프》 (University Life)
아홉번째 확장팩으로, 2013년 3월 5일에 발매된 확장팩이다. 대학교를 갈 수 있다.

### 《아일랜드 파라다이스》 (Island Paradise)
열번째 확장팩으로, 2013년 6월 25일에 발매된 확장팩이다.
추가된 것들 : 하우스, 리조트 관리, 섬 발견, 물 (윈드서핑,제트 스키 등등)
새로운 월드 : 이슬라 파라디소

### 《신나는 미래세계》 (Into the Future)
열한번째 마지막 확장팩으로, 2013년 10월 22일에 발매된 확장팩이다.
추가된 것들 : 미래로 여행이 가능하다. 플럼봇(로봇)이 추가되었다. 새로운 월드인 오아시스 랜딩이 나왔다.

## 아이템팩
발매된 날짜는 북미 기준이다.
- 《하이엔드 엣지 홈》(High-End Loft Stuff) - 2010년 2월 2일
- 《패스트 레인》(Fast Lane Stuff) - 2010년 9월 7일
- 《아웃도어 리빙 스터프》(Outdoor Living Stuff) - 2011년 2월 1일
- 《타운 라이프》(Town Life Stuff) - 2011년 6월 26일
- 《마스터 스위트》(Master Suite Stuff) - 2012년 1월 24일
- 《케이티 페리 스위트》(Katy Perry's Sweet Treats) - 2012년 6월 5일
- 《디젤 스터프》(Diesel Stuff) - 2012년 7월 10일
- 《70, 80 & 90년대 스터프》(70s, 80s, & 90s Stuff) - 2013년 1월 22일
- 《무비 스터프》(Movie Stuff) - 2013년 9월 10일

## 평가
| 평가 |        |
| --- | ------ |
| 통합 점수 통합사 점수 게임랭킹스 87% [ 1 ] 메타크리틱 86/100 [ 2 ] 평론 점수 평론사 점수 1UP.com B+ [ 3 ] 에지 8/10 [ 4 ] 유로게이머 8/10 [ 5 ] 게임 인포머 9/10 게임프로 4/5 [ 6 ] 게임스팟 9/10 [ 7 ] 게임스파이 4.5/5 [ 8 ] 게임트레일러스 9/10 [ 9 ] IGN 8.9/10 [ 10 ] PC 게이머 (UK) 9/10 [ 11 ] Total Video Games 8/10 [ 12 ] Total PC Gaming 8/10 3D Juegos 8.3/10 [ 13 ] |        |
| 통합 점수 |        |
| 통합사 | 점수   |
| 게임랭킹스 | 87%    |
| 메타크리틱 | 86/100 |
| 평론 점수 |        |
| 평론사 | 점수   |
| 1UP.com | B+     |
| 에지 | 8/10   |
| 유로게이머 | 8/10   |
| 게임 인포머 | 9/10   |
| 게임프로 | 4/5    |
| 게임스팟 | 9/10   |
| 게임스파이 | 4.5/5  |
| 게임트레일러스 | 9/10   |
| IGN | 8.9/10 |
| PC 게이머 (UK) | 9/10   |
| Total Video Games | 8/10   |
| Total PC Gaming | 8/10   |
| 3D Juegos | 8.3/10 |